# Kornelia Kędziora-Kornatowska
Kornelia Zofia Kędziora-Kornatowska – polska lekarka, dr hab. nauk medycznych, profesor zwyczajny Wydziału Nauk o Zdrowiu Mazowieckiej Uczelni Publicznej w Płocku i Katedry Geriatrii Wydziału Nauk o Zdrowiu Collegium Medicum im. Ludwika Rydygiera w Bydgoszczy Uniwersytetu Mikołaja Kopernika w Toruniu. W latach 2020-2024 pełniła funkcję prorektora ds. Collegium Medicum UMK.

## Życiorys
29 czerwca 1993 obroniła pracę doktorską Wpływ antagonistów receptora histaminowego H2 na metabolizm tlenowy w wybranych elementach morfotycznych krwi u osób z chorobą wrzodową żołądka i dwunastnicy, 16 listopada 1999 habilitowała się na podstawie pracy zatytułowanej Próby farmakologicznej modyfikacji stresu oksydacyjnego w nerce i krwi szczurów w przebiegu cukrzycy streptozotocynowej. 23 kwietnia 2009 nadano jej tytuł profesora w zakresie nauk medycznych. Pracowała na Wydziale Fizjoterapii na Uniwersytecie Medycznym w Łodzi.
Objęła funkcję profesora zwyczajnego w Katedrze Geriatrii na Wydziale Nauk o Zdrowiu Collegium Medicum im. Ludwika Rydygiera w Bydgoszczy Uniwersytetu Mikołaja Kopernika w Toruniu, oraz na Wydziale  Nauk o Zdrowiu Mazowieckiej Uczelni Publicznej w Płocku.
Piastuje stanowisko członka zarządu Towarzystwa Internistów Polskich, a także kierownika w Katedrze Geriatrii i dziekana na Wydziale Nauk o Zdrowiu Collegium Medicum im. Ludwika Rydygiera w Bydgoszczy Uniwersytetu Mikołaja Kopernika w Toruniu.
Zastępca Przewodniczącego Konferencji Rektorów Akademickich Uczelni Medycznych (KRAUM) w kadencji 2020–2024. W latach 2020-2024 pełniła funkcję prorektora UMK ds. Collegium Medicum.